# Perityleae
Perityleae és una tribu de la subfamília de les asteròidies (Asteroideae). Està estretament relacionada amb la tribu Eupatorieae. Es va crear com a tribu separada arran d'estudis moleculars amb seqüències cloroplàstiques de l'ADN.

## Gèneres
La tribu Perityleae té els gèneres següents:
- Amauria
- Eutetras
- Galeana
- Pericome
- Perityle
- Villanova